# الف مارک اشنایدر
الف مارک اشنایدر (انگلیسی: Ulf Mark Schneider؛ زادهٔ ۹ سپتامبر ۱۹۶۵) مدیر اجرایی اهل آلمان است، که هم‌اکنون به‌عنوان مدیرعامل شرکت نستله فعالیت می‌کند.